# 天池藕粉
天池藕粉，是中华人民共和国四川省资阳市乐至县的一个土特产藕粉。

## 沿革
相传宋代理学家陈抟所挖池塘命名为“天池”，并植莲于池中，池畔则建有仙藕亭（文化大革命期间被破坏，1979年重修）。其藕粉也因此得名“天池藕粉”。清朝时被列为贡品，也因此称为“贡粉”。天池藕粉以当地鲜藕为原料加工，色泽鲜亮，颗粒粉白均整，味道香甜。
1986年，县南塔区供销社建有天池藕粉厂，年产藕粉20余万盒（约100吨）。1988年，天池藕粉厂改为天池藕粉公司，生产“天池牌”系列藕粉50余万盒（约250吨）。1995年9月，“天池”牌藕粉获四川省人民政府举办的“巴蜀食品节金奖”。1998年7月，获“四川名牌”称号。2005年，“天池藕粉公司”厂房、设备、商标转让，在县城西郊工业园区建立民营股份制企业。2010年获批（144号）列入中国地理标志产品。